# Monoedukation
Der pädagogische Begriff Monoedukation, auch Seedukation [ˈze.e.du.kaˌtsjoːn] (separierende Edukation), bezeichnet die getrennte Schulausbildung oder sonstige Unterrichtung von Personengruppen, die nach bestimmten Merkmalen zusammengestellt werden, z. B. nach Geschlechtern (Mädchen- bzw. Jungenschulen) oder nach Hautfarben getrennt („Weiß“/„Schwarz“, siehe auch Rassentrennung). Das Gegenteil der Monoedukation ist die Koedukation. Biedukation, das Unterrichten in getrennten Klassen an derselben Schule, nimmt eine Zwischenstellung ein.

## Geschlechtsspezifische Schulbildung

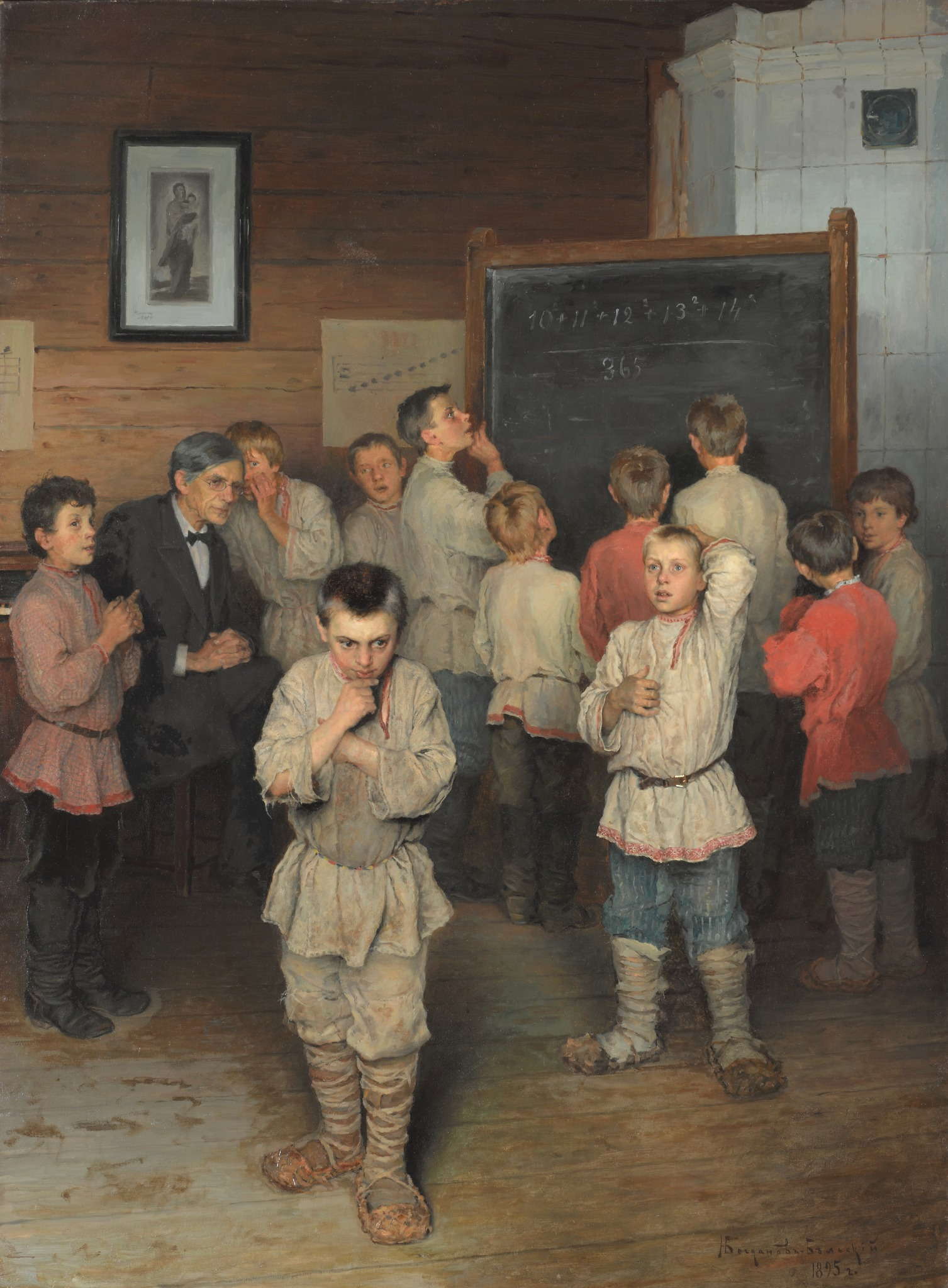
Gleichgeschlechtliche Jungenklasse auf einem Bild von Nikolai Bogdanov-Belsky

Nachdem die Koedukation im 20. Jahrhundert zunächst als Schritt hin zur Chancengleichheit von Mädchen und Jungen bewertet wurde, werden heute sowohl wieder vollständig getrenntgeschlechtliche Schulmodelle als auch Schulfächer-bezogen getrenntgeschlechtliche Unterrichtsmodelle in Erwägung gezogen.
Die Befürworter einer Seedukation nach Geschlechtsmerkmalen sind der Meinung, sowohl Schülerinnen als auch Schüler hätten bessere Möglichkeiten, sich zu entwickeln, was sich besonders in den Naturwissenschaften zeige, in denen z. B. die Mädchen weitaus besser zum Zuge kämen als bei gemischtem Unterricht. Ähnliches gelte für den Bereich des Schulsports, wo gerade während der Pubertät das sich entwickelnde Geschlechterbewusstsein neben den sich verstärkenden Unterschieden in der körperlichen Leistungsfähigkeit bei einer unreflektierten Koedukation Hemmungen hervorrufen und so das Erreichen von Bildungs- und Erziehungszielen beeinträchtigen könne.
In zwei Anfang 2009 veröffentlichten Studien des Instituts zur Zukunft der Arbeit (IZA) wurde beobachtet, dass Schülerinnen von Mädchenschulen sich ebenso risikofreudig zeigten wie gleichaltrige Jungen, während Schülerinnen gemischter Schulen sich vergleichsweise risikoscheu verhielten. Dies sei, so die Autoren, nicht als pauschales Argument für mehr Mädchenschulen zu deuten, sondern als Argument für das Erfordernis eines bewussten Gegensteuerns bezüglich der Herausbildung von potenziell schädigenden Geschlechterstereotypen in geschlechtergemischten Schulformen.
In einer neuseeländischen Längsschnittstudie aus dem Jahre 2008 zeigte sich, dass Jungen in den untersuchten gemischten Schulen in ihren Leistungen systematisch gegenüber Mädchen benachteiligt sind, und dass dieser Unterschied verschwindet, wenn Jungen und Mädchen getrenntgeschlechtliche Schulen besuchen.